# Schnorchel

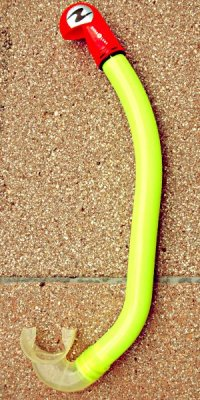
Schnorchel

Der Schnorchel ist ein Teil der Tauchausrüstung und gehört zur ABC-Grundausstattung eines Tauchers. Der Schnorchel erlaubt es, beim Schwimmen an der Wasseroberfläche den Kopf unter Wasser zu halten und dabei zu atmen.
Der Schnorchel besteht aus einem Mundstück aus weichem Gummi oder Silikon und dem Atemrohr mit einem Innendurchmesser von ca. 2 cm und einer Länge von maximal 35 cm. Das Mundstück ist über eine Krümmung, seltener einen Faltenschlauch mit dem Rohr verbunden. Der Schnorchel wird auf der einen Seite der Tauchmaske befestigt, damit das Mundstück seitlich zugeführt werden kann.

## Schnorchellänge
Die Länge von 35 cm bei Erwachsenen und 30 cm bei Kindern darf nicht überschritten werden.
Einerseits ist die Gefahr der Pendelatmung leicht einsichtig: Wenn das Volumen der ausgeatmeten Luft geringer als das Volumen des Atemrohres ist, die Ausatemluft also das Rohr nicht verlassen kann, wird sie wieder eingeatmet. Daher ist ein geringes Innenvolumen anzustreben, empfohlen sind maximal 180 cm³ (Erwachsene) bzw. 120 cm³ (Kinder). Die Pendelatmung könnte theoretisch durch ein geeignetes Ventilsystem verhindert werden, bei dem die Ausatemluft direkt ins Wasser gelangt, so dass durch den Schnorchel nur Frischluft eingeatmet würde.
Schwerwiegender ist bei einem längeren Schnorchel aber der auf die gesamte Körperoberfläche, und damit das Blut und weiteren Körperflüssigkeiten, wirkende Wasserdruck im Vergleich zum Druck der Atemluft in der Lunge, der dem Luftdruck an der Wasseroberfläche entspricht. Die entstehende Druckdifferenz führt zu einem Blutrückstau und Überdehnung des Herzmuskels mit Flüssigkeitsübertritt in die Lunge (Lungenödem).
1913 wurden hierzu von dem Wiener Physiologen Stigler medizinische Versuche durchgeführt, die ergaben, dass bei einer Wassertiefe von ca. 60 cm nach ca. vier Minuten Gesundheitsschäden durch die Flüssigkeitsansammlungen in der Lunge (inneres Blaukommen) eintraten. Mittelalterliche Erfindungen mit überlangen Schnorcheln erhielten durch diese Versuche nachträglich den wissenschaftlichen Beleg ihrer Unbrauchbarkeit. Die einzige brauchbare technische Möglichkeit der Luftversorgung für Taucher war und ist daher die Zuführung von Atemgas mit Umgebungsdruck, entweder über einen Kompressor an der Oberfläche und einen Schlauch (genannt Nabelschnur) oder über Druckluftflaschen, die der Taucher unter Wasser mit sich führt.

## Zusatzausstattung
Einige Schnorchelmodelle sind zusätzlich mit Ventilen (am unteren Ende, um eingedrungenes Wasser ablaufen zu lassen und am oberen Ende, um das Eindringen von Wasser beim Abtauchen zu verhindern) und Haltevorrichtungen zur Befestigung des Schnorchels an der Tauchmaske ausgestattet. Das ist jedoch auch durch ein Unterstecken unter die Maskenbänderung möglich. Das Ausblasen des Schnorchels bzw. das Ablaufen des Wassers an der Oberfläche ersetzt bei ventillosen Schnorcheln die teure und in der Regel nicht reparable Technik. 
Direkt mit der Tauchmaske verbundene Schnorchel, auch Schnorchelbrillen oder Schnorchelmasken genannt, die vor einigen Jahrzehnten eine Zeitlang im Verkauf waren und heute erneut in großer Vielfalt bei Decathlon und anderen Anbietern zu finden sind, sind aus Sicherheitsgründen abzulehnen.

## Schnorchel beim Gerätetauchen
Der Schnorchel wird teilweise auch von Gerätetauchern an der Wasseroberfläche benutzt. Der Taucher verbraucht dadurch kein mitgeführtes Atemgas, solange er an der Oberfläche durch den Schnorchel Umgebungsluft atmet, z. B. bis sich die Gruppe gesammelt hat. Die im Vergleich zu Mund und Nase höherliegende Schnorchelöffnung ermöglicht eine bequemere und (vor allem bei Seegang) sicherere Atmung. Da der Schnorchel während des eigentlichen Tauchgangs nicht verwendet werden kann, ist sein Einsatz unter Gerätetauchern umstritten. Das gilt insbesondere, wenn der Schnorchel auch während des Tauchgangs fest mit der Maske verbunden bleibt.

## Weitere Bedeutungen, Bemerkungen, Bauarten

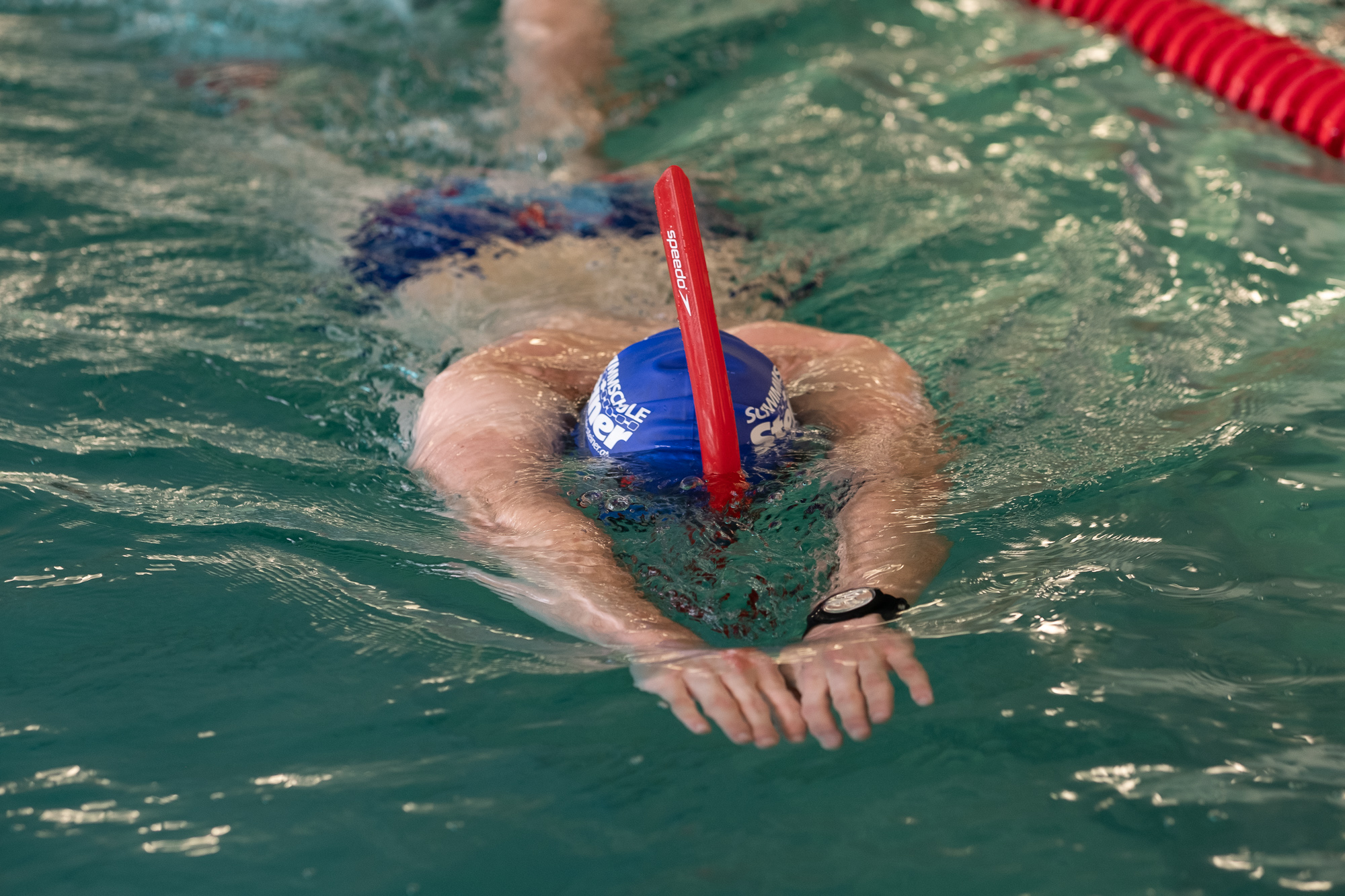
Mittelschnorchel für Flossenschwimmer im Einsatz

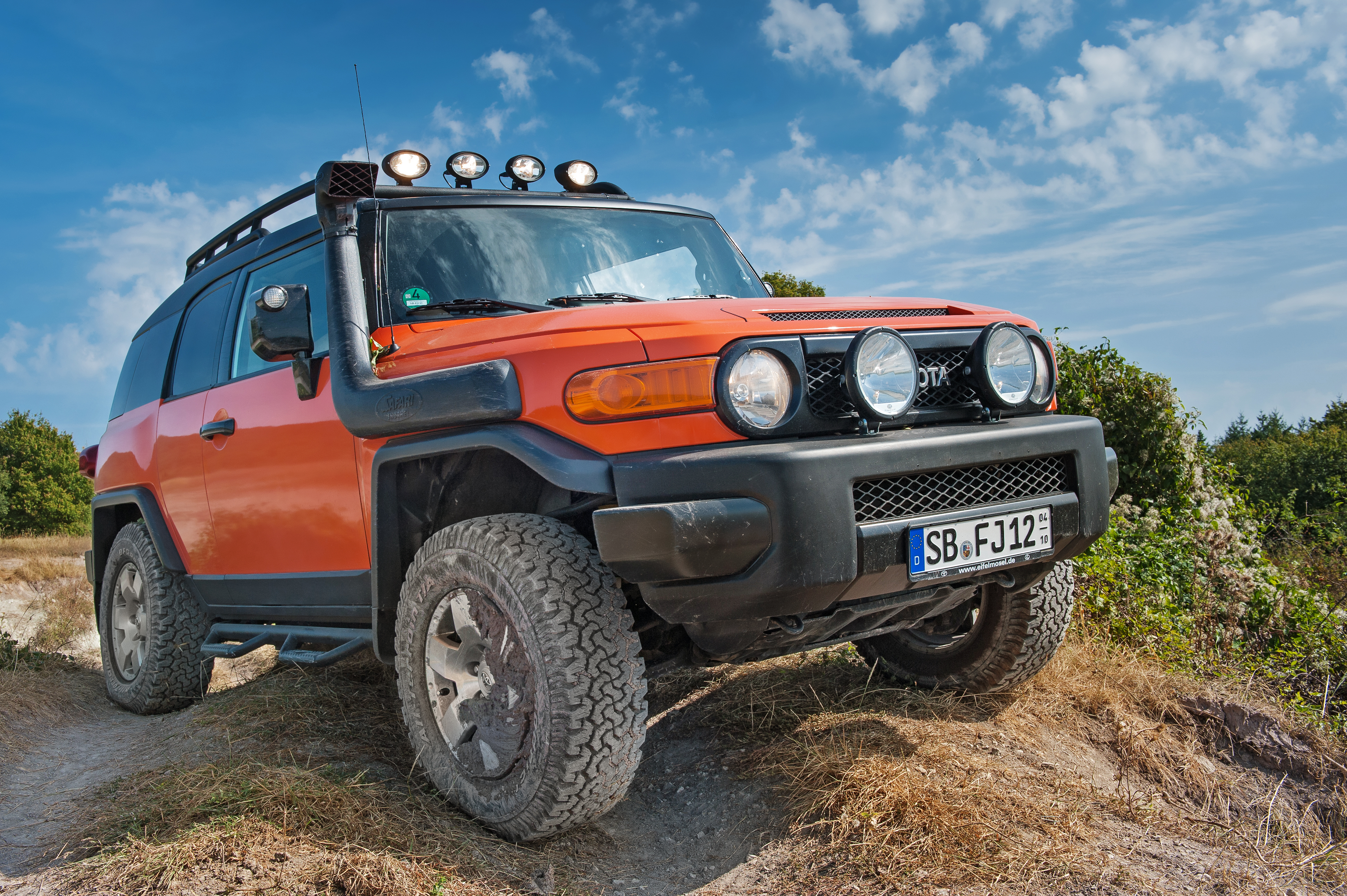
Geländewagen Toyota FJ Cruiser mit an der A-Säule montiertem Schnorchel zur Erhöhung der Wattiefe

- Als Schnorchel werden auch das seit dem Zweiten Weltkrieg verwendete Luftansaugrohr bei U-Booten[2] und ein bei Geländewagen fest montiertes oder bei Panzern aufsteckbares Luftansaugrohr zur Erhöhung der Wattiefe bezeichnet.
- Beim Mittelschnorchel handelt es sich um eine spezielle Bauform für das sportliche bzw. wettbewerbsartige Flossenschwimmen. Der Schnorchel verläuft hier nicht seitlich, sondern über den Nasenrücken. Im Wettkampf- und Trainingsbetrieb kommen daneben auch Doppelschnorchel zum Einsatz, bei denen zwei getrennte Atemrohre parallel geführt werden. Eine frühe kommerzielle Ausführung dieser Bauart wurde 2014 vom deutschen Hersteller Ameo unter der Bezeichnung „Powerbreather“ eingeführt.[3]
- Für Kinder gibt es spezielle Kinderschnorchel. Durch geringere Abmessungen wird die Gefahr der Pendelatmung durch das geringere Lungenvolumen vermindert.
- Aristoteles beschrieb um 350 v. Chr. einen Elefanten, der seinen Rüssel als Schnorchel benutzt, um unter Wasser atmen zu können. Der einfachste (und erste) Schnorchel ist wohl das in der Literatur zu findende Binsenrohr, das beim Verstecken im See hilft. Im 15. Jahrhundert war auch der Unterwasserfang von Fischen bekannt, wobei ein mit Schnorchel ausgestatteter Taucherhelm[4] zum Einsatz kam.
- Der U-Boot-Schnorchel wurde von den Niederländern und nahezu parallel von den Italienern kurz nach dem Ersten Weltkrieg erfunden.
- Das Wort ist eine moderne Bildung des 20. Jahrhunderts, in Anlehnung an norddeutsch Schnorgel (Nase, Mund, Schnauze) und schnorgeln (laut durch die Nase atmen, den Nasenschleim hochziehen), verwandt mit schnarchen. Das Wort ist daher ein Internationalismus, d. h., es wurde in vielen anderen Sprachen – wie etwa Englisch (snorkel, auch snorkle), Finnisch (Snorkkeli) oder auch Japanisch (Shunōkeru) – übernommen.